# Satelitska država
Satelitska država ili klijent država je politički termin koji označava državu koja je formalno nezavisna ali je pod dominantnim uticajem neke druge države, po pravilu veće sile. Termin je skovan po analogiji sa nebeskim telima satelitima, koji kruže, privučeni silom, oko zvezde ili planete, odnosno po analogiji odnosa patrona i klijenata.
U početku je korišćen za države članice Varšavskog pakta tokom Hladnog rata. Značio je hegemoniju Sovjetskog Sasveza. Osim njih, termin je korišćen i za druge zemlje pod Sovjetskim uticajem, npr. Severnu Koreju (naročito u doba Korejskog rata) i Kastrovu Kubu.
Termin se ponekad koristi i u širem smislu (i sa manje sarkastičnim prizvukom) da označi manje države čija je spoljna politika pod uticajem neke velike sile npr. Anglosfera.

## Veza da terminom "marionetska država"
Termin "satelitska država" ima blisko značenje a ponekad se kao sinonim, koristi "marionetska država". Potonji, uobičajeno ima pežorativno značenje. Ponekada se značenje preklapa i teško ih je razgraničiti.
Ipak, "marionetska država" se češće koristi da označi zavisnost manje države i implicira neophodnost pomoći velike sile za njen opstanak. Npr. za vreme Hladnog rata - zemlje, odnosno Vlade sa podrškom SAD: Južna Koreja i Tajvan. U Sovjetskoj sferi npr. Kuba, Severna Koreja , Vijetnam i Laos. Svojevremeno su i Nacistička Nemačka, Japansko carstvo, i druge sile koristile marionete za svoje ciljeve.

## Veza da terminom "kvislinška Vlada"
Kvislinška vlada, po norveškom političaru Vidkunu Kvislingu, je termin za izdajničke i kolaboracionističke režime. Podrazumeva da je zemlja okupirana. Takođe može biti u pitanju i veća sila (npr. Višijeva Francuska). Uobičajeno se koristi vlade u okupiranim savezničkim državama za vreme Drugog svetskog rata.
Danas se "kvisling" koristi kao sinonim za "izdajnik", a posebno za političare koji pretpostavljaju korist druge države, svojoj.